# Аверин, Егор Валерьевич
Его́р Вале́рьевич Аве́рин (25 августа 1989, Омск, СССР) — российский хоккеист.

## Карьера
Воспитанник омского хоккея. В матчах первенств России за время выступлений за ДЮСШ «Авангард» провёл 226 матчей, забросил 244 шайбы, сделал 226 передач, набрал 345 минут штрафа.
Выступал за «Авангард»-2 («Омские ястребы», Омск, 2004/05 — 2007/08, провёл 35 матчей, забросил 14 шайб), «Авангард» (Омская область, 2006/07 — 2011/12, провёл 179 матчей, забросил 20 шайб, сделал 18 передач, набрал 76 минут штрафа), «Локомотив» (Ярославль, 2012/2013 — 2013/2014, провёл 116 матчей, забросил 28 шайб, сделал 15 передач, набрал 52 минуты штрафа).
Всего за карьеру в различных лигах провёл 334 матча, забросил 63 шайбы, сделал 46 передач, набрал 140 минут штрафа.

## Семья
Жена Татьяна Аверина. Сын и дочь родились 19 сентября 2011 года.

## Достижения
- Чемпион России 2003, серебряный призёр 2004 г., бронзовый призёр 2006 г. среди юношей.
- Победитель «Турнира четырёх» (Россия, 2005) среди юношеских сборных 1989 г.р.
- Чемпион мира среди юниоров 2007 года
- Бронзовый призёр чемпионата России 2007 года
- Серебряный призёр Континентальной хоккейной лиги в сезоне 2011/12
- Бронзовый призёр Континентальной хоккейной лиги в сезоне 2013/14
- Бронзовый призёр Континентальной хоккейной лиги в сезоне 2016/17

## Статистика
| Легенда | Легенда                    | Легенда | Легенда                   | Легенда | Легенда    |
| ------- | -------------------------- | ------- | ------------------------- | ------- | ---------- |
| И       | Количество проведённых игр | Штр     | Штрафное время            | +/−     | Плюс-минус |
| Г       | Голы                       | П       | Голевые передачи          | О       | Очки       |
| -       | Статистика неизвестна      | —       | Статистика не учитывалась |         |            |